# Kebili
Kebili (Kibilí, Qibilī, ڨبلي) je město v Tunisku s asi dvaceti tisíci obyvateli. Nachází se 100 km západně od přístavu Gabès na okraji solné pláně Šot al-Džaríd a je hlavním městem stejnojmenného guvernorátu. V minulosti bylo centrem obchodu s otroky, obyvatelstvo je amalgámem arabských, berberských a černošských vlivů. Pro turisty je branou na Saharu, významná je produkce datlí. Dne 7. července 1931 zde byla naměřena teplota 55 °C ve stínu, což je teplotní rekord východní polokoule.